# Kartal (Isztambul)
Kartal Isztambul egyik ázsiai oldalon fekvő kerülete, Isztambul tartomány egyik körzete.

## Története
Kartal történetét a 700-as évekig, a Bizánci Birodalomig lehet visszavezetni. 1080–1083 között Pendikkel és Maltepével együtt szeldzsuk uralom alá került. 1086-ban, Szülejmán sah halálával a terület újra Bizáncé lett. Az 1400-as évek elején oszmán kézre került. 1908-ig Üsküdar egyik szandzsákja volt, ekkor vált önálló közigazgatási körzetté.

## Külső hivatkozások
- Kartal önkormányzatának honlapja (törökül) (angolul)